# Prionofrontia ochrosia
Prionofrontia ochrosia là một loài bướm đêm trong họ Noctuidae.